# رودلف گایگر
رودُلف اُسکار روبرت ویلیامس گایگِر (به آلمانی: Rudolf Oskar Robert Williams Geiger) (زادهٔ ۲۴ اوت ۱۸۹۴، ارلانگن – درگذشتهٔ ۲۲ ژانویهٔ ۱۹۸۱، مونیخ) دانشمند و پژوهشگر هواشناسی و اقلیم‌شناسی اهل آلمان بود. یکی از کتابهای مهم گایگر آب و هوای لایه مرزی می‌باشد.